# 白阳古教暴乱
白阳古教暴乱是会道门组织“白阳古教”1948年4月在晋冀鲁豫边区首府邯郸发动的武装暴乱。
1948年4月15日，广平、肥乡、成安等县80多个村庄的白阳古教教徒男女800多人，由魏桂林、杨得宗、何瑞、宋吉如带领，分兵四路，袭击成磁县政府（现分为成安县、磁县两县）、广平公安局、晋鲁铁路筹建处、肥乡公安局。4月16日，宋吉如被击毙。4月17日，包括教首魏桂林在内的500多人被俘虏，其他人溃散。4月25日，邯郸市政府布告全市，指令白阳古教教徒坦白自首。大部分参与暴乱的教徒经教育后释放回家，教首魏桂林等人被判处死刑。